# Otto Lauffer (polisbåt)
Otto Lauffer är en tysk ångbarkass, som byggdes på H.C. Stülcken Sohn i Hamburg i Tyskland 1928 som Hafenpolizei 6 för hamnpolisen i Hamburg. Hon användes som polisbåt i Hamburg till 1968.
Hon övertogs 1969 av Hamburgs historiska museum, döptes om till Otto Lauffer och användes som museibåt. Hon ingår sedan 2004 i Museumshafen Oevelgönnes samling.